# SN 1998bh
SN 1998bh – supernowa odkryta 22 marca 1998 roku w galaktyce A134736+0218. W momencie odkrycia miała maksymalną jasność 23,10m.